# Castello di Renswoude

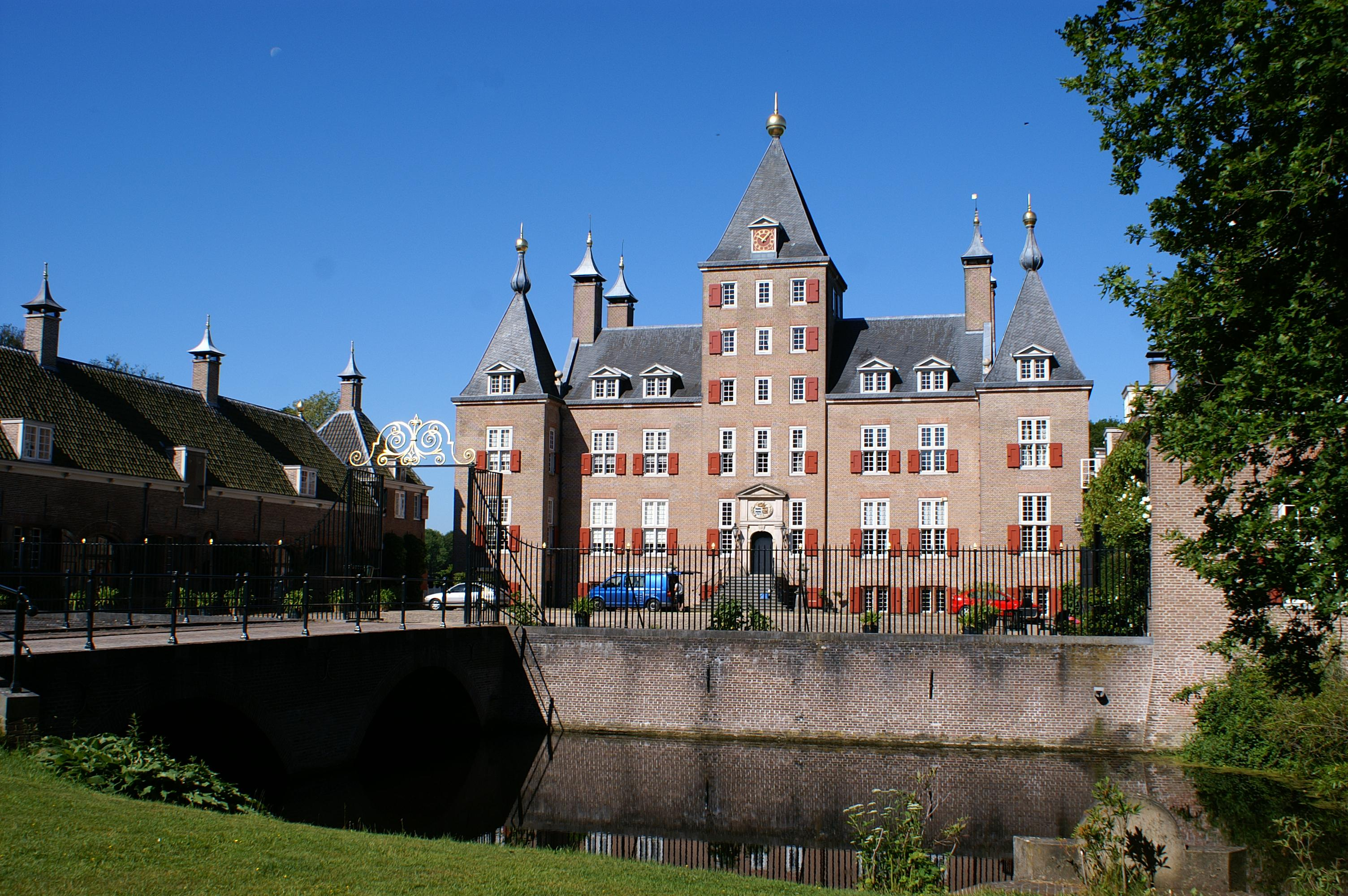
Renswoude: il castello

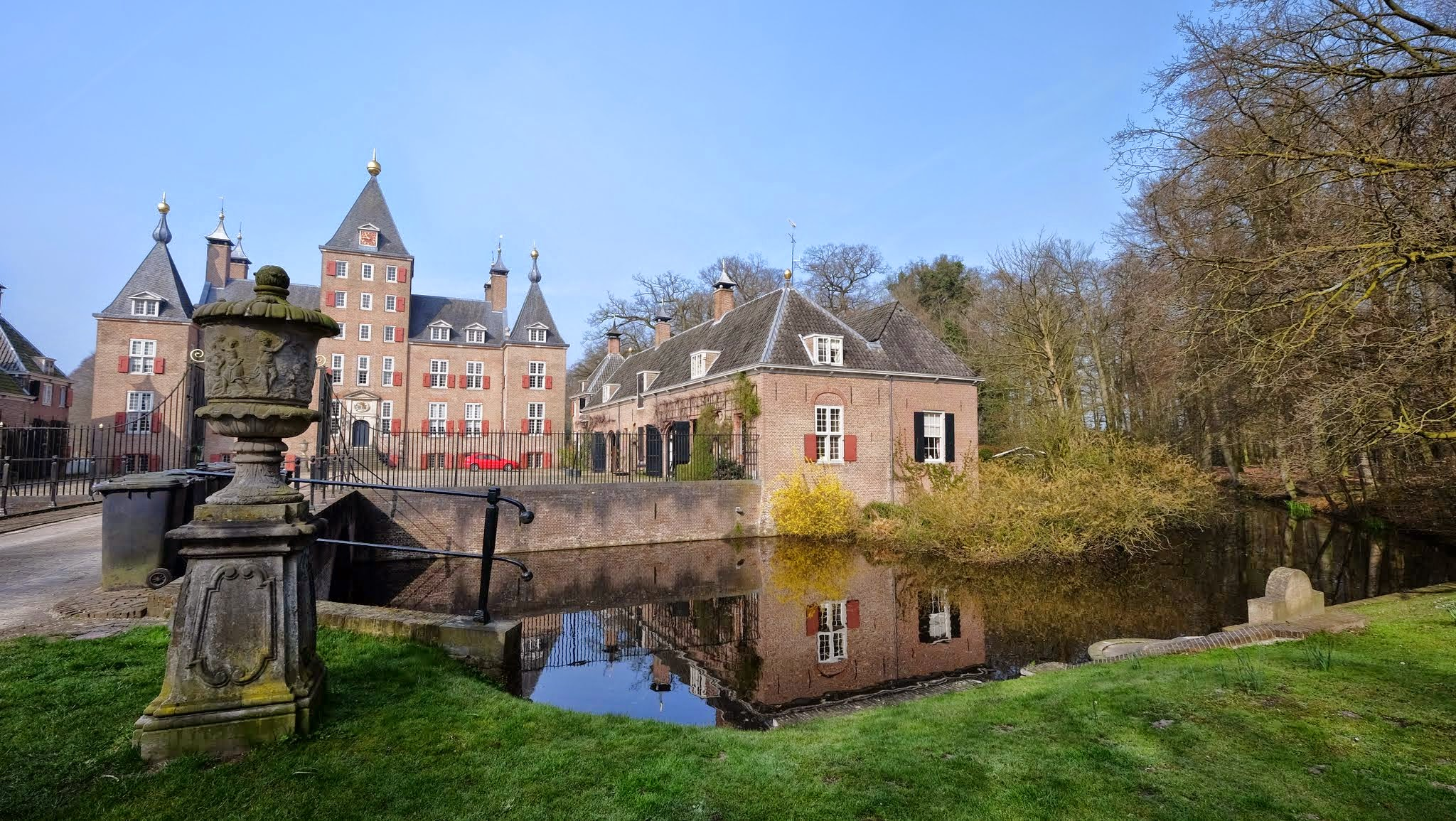
Veduta panoramica del castello di Renswoude

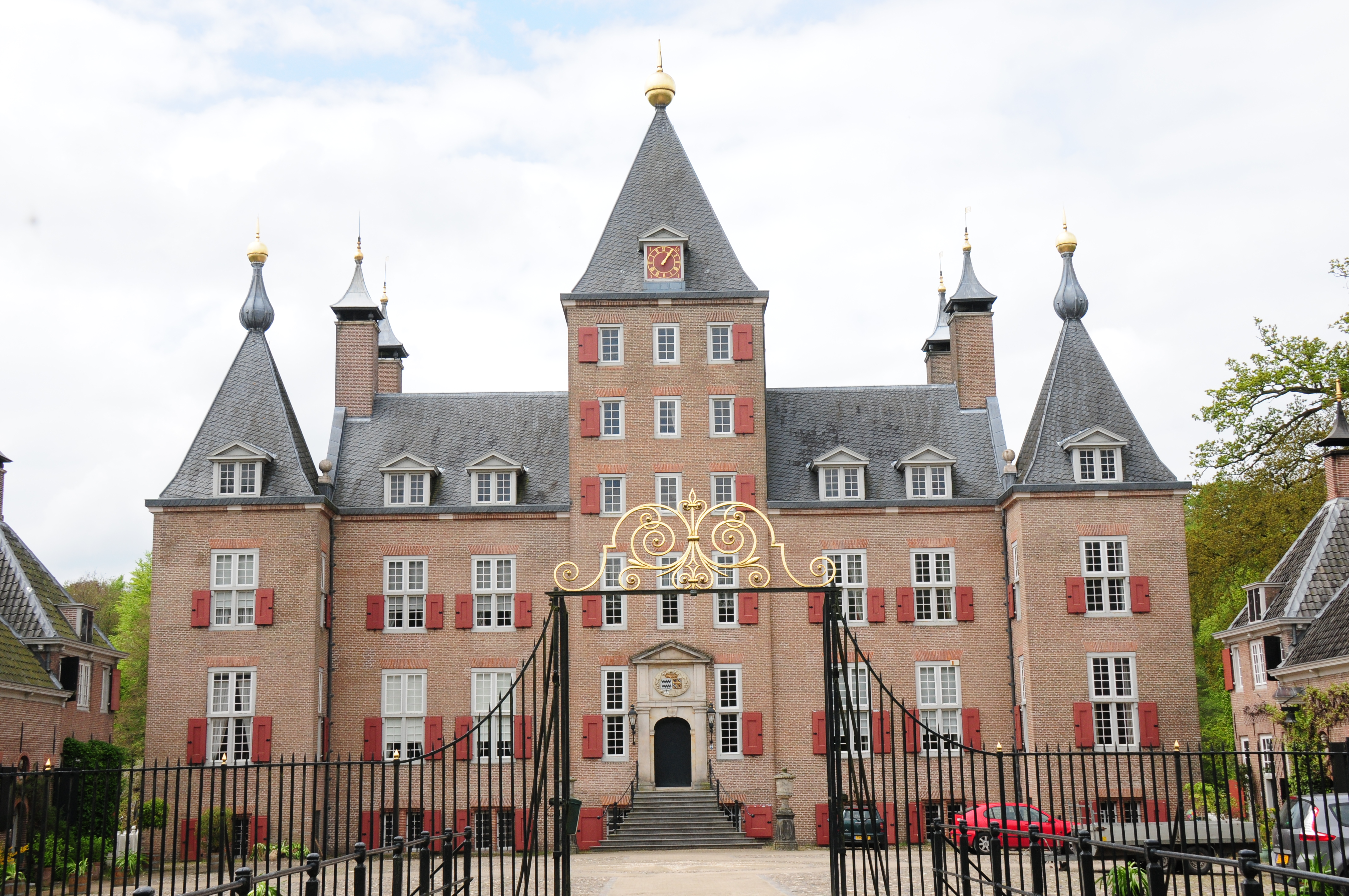
La facciata principale del castello

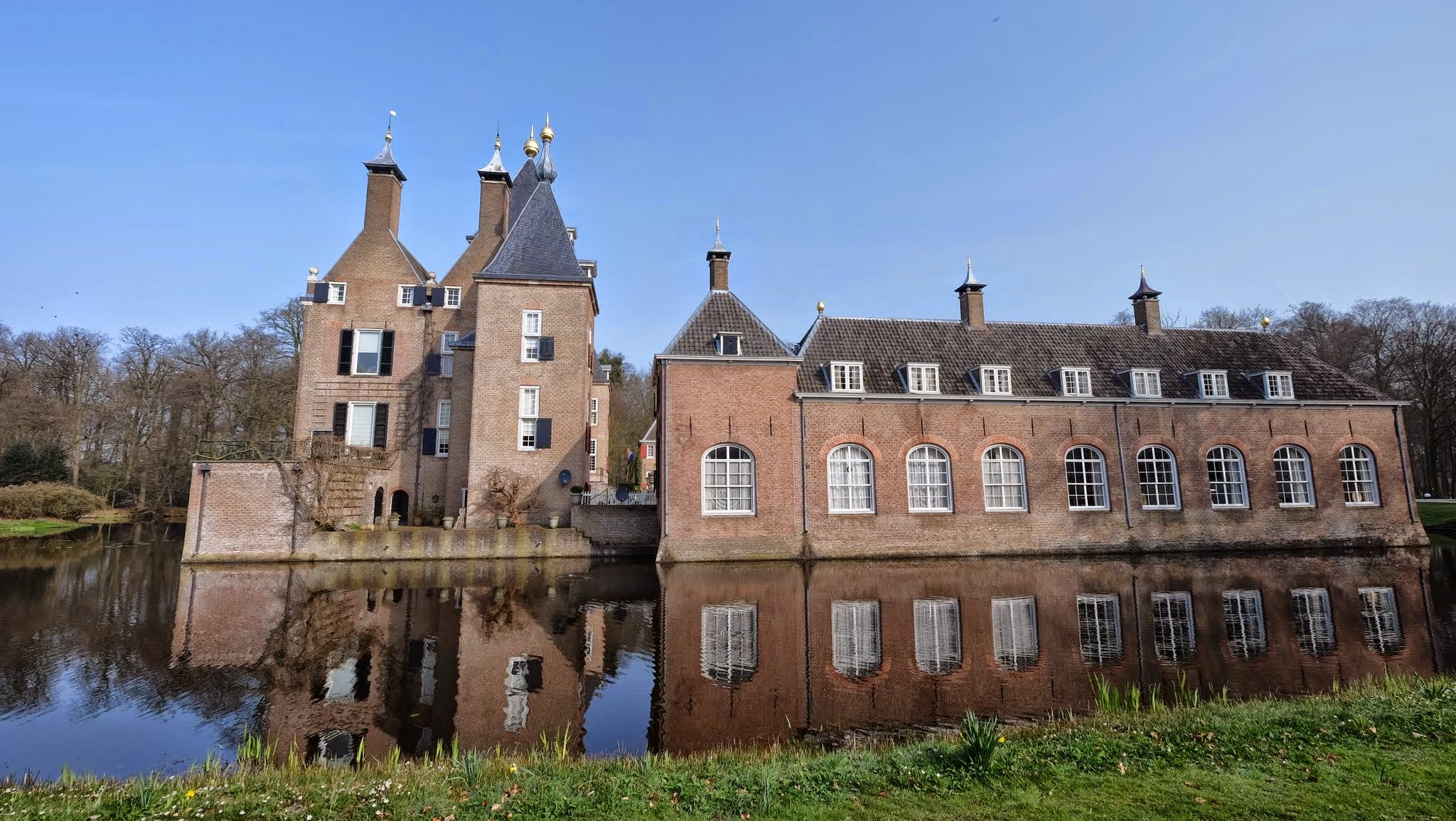
Un'ala del castello

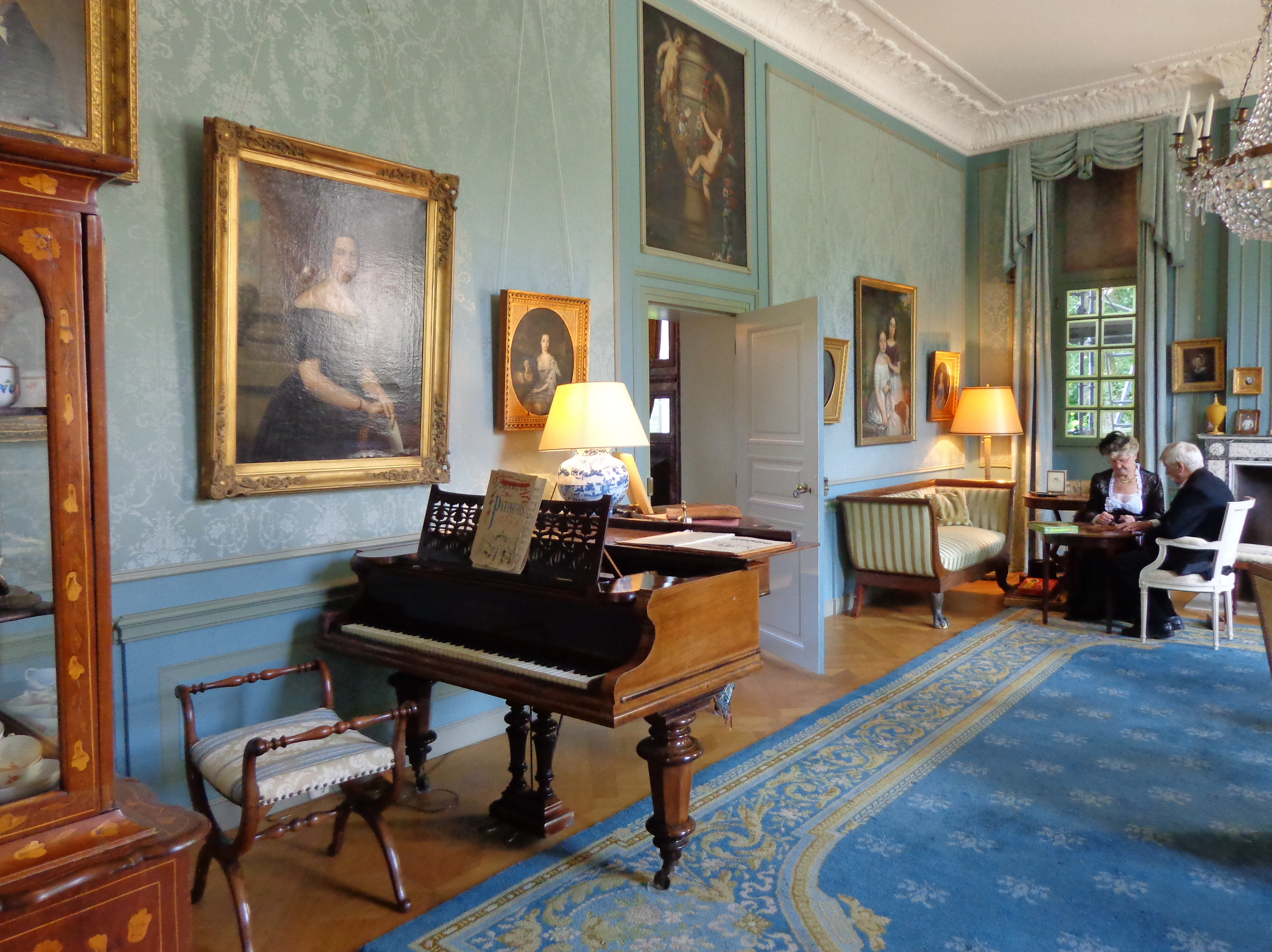
La Sala Blu

Il castello di Renswoude (in olandese: Kasteel Renswoude) è uno storico edificio della città olandese di Renswoude nella provincia di Utrecht, realizzato negli anni cinquanta del XVII secolo sulle rovine di una fortezza della seconda metà del XIV secolo e modificato nel corso del XIX secolo. Il castello è stato la residenza dei signori Taets van Amerongen.

## Storia
La fortezza originaria, nota come Borchwal, fu costruita tra il 1350 e il 1375. Il territorio in cui sorgeva la fortezza, noto come Rijnswoude, era stato probabilmente ceduto nel 1346 dai signori Van Rhenen al vescovo Jan van Arkel.
Nel 1623, il territorio di Renswoude e Emmikhuizen, dove sorgeva la fortezza di Borchwal, venne ceduto da Filippo, barone van Hamal, a Johan van Reede. Quest'ultimo, negli anni quaranta del XVII secolo, fece demolire la fortezza originaria , affidanto a un architetto, probabilmente Gijsbert Theunisz, il compito di realizzare un nuovo castello: il nuovo edificio venne probabilmente completato nel 1654, secondo quanto riporta un'iscrizione nel castello.
Intorno al 1705 vennero realizzate le due torri angolari. Tre anni dopo, i giardini in stile classico olandese vennero rimodellati secondo lo stile classico francese e venne realizzato un canale della lunghezza di 700 metri.
Nel 1748, il castello divenne di proprietà della famiglia Taets van Amerongen. Uno dei componenti della famiglia, Joost Gerard Taets van Amerongen, fece intraprendere un'opea di ammodernamento dell'edificio nel 1816.
Un'ulteriore opera di ammodernamento dell'edificio venne intrapresa intorno alla metà del XIX secolo da Maximiliaan Jacob Leonard Taets (che aveva ereditato il castello dal padre, Joost Gerard Taets) e dalla moglie, Henriëtte Jaqueline Wilhelmine Huydecoper. La coppia fece affidò inoltre all'architetto Johann David Zocher il compito di realizzare attorno al castello un giardino all'inglese.
A partire dal 1968, l'edificio venne posto sotto la tutela della fondazione Taets van Amerongen, mentre il parco venne posto sotto la tutela della fondazione Het Utrechtse Landschap.
Nel 1976 venne apportata un'ampia opera di restauro dell'edificio. Nove anni dopo, segnatamente il 28 novembre 1985, gli interni del castello furono gravemente danneggiati da un incendio.